# Lutetina antarctica
Lutetina antarctica is een tweekleppigensoort uit de familie van de Neoleptonidae. De wetenschappelijke naam van de soort is voor het eerst geldig gepubliceerd in 1877 door Vélain.